# Рей, Кэролайн
Кэролайн Гилкрист Рей (Ри)  (англ. Caroline Gilchrist Rhea /ˈreɪ/, род. 13 апреля 1964) — канадская стэндап комедиантка, актриса, создатель и ведущая американской версии шоу The Biggest Loser, после окончания третьего сезона её сменила Элисон Суини. Известна ролью Хильды Спеллман в сериале «Сабрина — маленькая ведьма», ролью Линетт Хансен в телефильме «У мамы свидание с вампиром», а также работой в собственном «Шоу Кэролайн Рей», где Кэролайн сменила Рози О’Доннелл.

## Биография
Кэролайн Рей родилась и выросла в Монреале. Её мать Марджори Рей работала продавщицей антиквариата, отец Дэвид был акушером-гинекологом. У Кэролайн есть две сестры — Синтия и Селия. Она окончила частную школу для девочек The Study в Уэстмаунте и Университет Далхаузи в Новой Шотландии.
Карьера в кинематографе для Кэролайн Рей началась в массовке канадского фильма «Фрикадельки 3». В 1989 году Рей переехала в Нью-Йорк для обучения стэндап комедии в «Новой школе».
По утверждению Рей, настоящее её обучение началось на первых выступлениях в комедийном клубе Catch a Rising Star. Выступая по всему Нью-Йорку она быстро завоевала популярность и репутацию хорошего комика. В это же время Рей участвовала в различных комедийных шоу на MTV, также принесших ей некоторую известность. После этого Рей решает переехать в Лос-Анджелес, чтобы начать карьеру в Голливуде. Голливудский дебют Рей состоялся в сериале NBC «Прайд и Джой», где она сыграла с Джереми Пивеном. Широкую известность актрисе принесла роль тёти Хильды в сериале «Сабрина — маленькая ведьма».
В 2002 году Рей запустила собственное «Шоу Кэролайн Рей», в 2004 она запустила реалити-шоу The Biggest Loser на канале NBC. Первый сезон этого шоу стал настолько популярным, что его стали транслировать в 70 странах мира, сделав Рей известной телезвездой. После трёх сезонов Рей покинула шоу. В 2005 году Рей сыграла небольшую роль в фильме «Идеальный мужчина». С 2007 по 2015 годы Кэролайн Рей озвучивала роль Линды Флинн в мультсериале «Финес и Ферб». В 2013 году сыграла эпизодическую роль матери в комедийном сериале «Папочка».

## Личная жизнь
20 октября 2008 года у Кэролайн родилась дочь, которую назвали Ава Рей Экономопулос.

## Избранная фильмография
| Год  |   | Русское название   | Оригинальное название | Роль  |
| ---- | - | ------------------ | --------------------- | ----- |
| 2015 | с | Две девицы на мели | 2 Broke Girls         | Бонни |